# Mike Boettcher

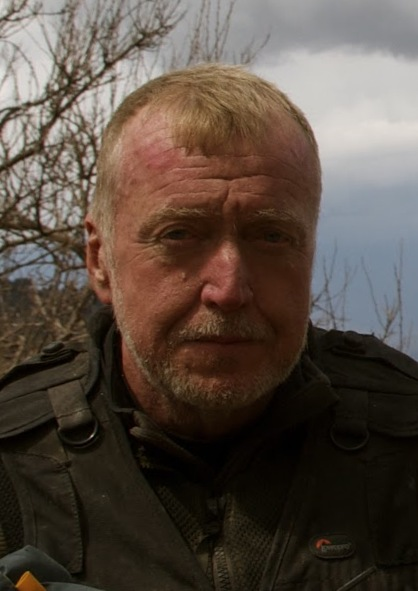
Mike Boettcher, 2019.

Mike Boettcher (nascido em 1954) é um jornalista norte-americano e correspondente de guerra.

## Carreira
Ele está frequentemente no Iraque e no Afeganistão. Ele também é professor visitante na Universidade de Oklahoma. Reportando de Key West, Flórida, em 1º de junho de 1980, sobre o elevador do barco Mariel, ele foi o primeiro repórter a apresentar uma reportagem de satélite ao vivo dos Estados Unidos na CNN (vindo após a reportagem de satélite ao vivo de Jay Bushinsky de Jerusalém). Seu trabalho ganhou um prêmio Peabody, seis Emmys e um prêmio National Headliner. Boettcher e seu filho Carlos produziram o documentário The Hornet's Nest de 2014, retratando suas experiências enquanto estavam integrados às tropas americanas no Afeganistão.
Boettcher é natural de Ponca City, Oklahoma e graduado pela Universidade de Oklahoma.